# Strecktråding
Strecktråding (Inocybe fuscidula) är en svampart. Enligt Catalogue of Life ingår Strecktråding i släktet Inocybe,  och familjen Inocybaceae, men enligt Dyntaxa är tillhörigheten istället släktet Inocybe,  och familjen Crepidotaceae. Arten är reproducerande i Sverige.

## Underarter
Arten delas in i följande underarter:
- bisporigera
- fuscidula